# سانتا مارگریتا دی ستافورا
سانتا مارگریتا دی ستافورا (به ایتالیایی: Santa Margherita di Staffora) یک کومونه در ایتالیا است که در استان پاویا واقع شده‌است. سانتا مارگریتا دی ستافورا ۳۶٫۷ کیلومتر مربع مساحت و ۵۸۹ نفر جمعیت دارد.